# MewithoutYou
mewithoutYou foi uma banda indie de Filadélfia, Pensilvânia, Estados Unidos.

## Biografia
MewithoutYou foi formada em 2001, originalmente por um projeto paralelo chamado The Weiss brothers and Kleinberg, quando tocavam juntos com outra banda, The Operation, porem, o líder Aaron Weissgostaria queria compor novas canções, neste novo trabalho saiu o EP, I Never Said That I Was Brave, em 2001.
Logo depois assinou-se um contrato com a Tooth and Nail Records, gravadora de Seatle. depois de um show no Festival Cornerstone, neste período The Operation também se desmontou e alguns membros se juntaram e foram o mewithoutYou, sua estreia foi com o álbum "[A→B] Life", em 2004. O grupo ganhou notoriedade pelo álbum. "Catch for Us the Foxes" deste álbum foi lançado quatro clips pela banda. Seu último trabalho é o "[Untitled]" lançado em 2018.

## Integrantes

### Atuais
- Aaron Weiss - vocal principal, violão, acordeão, harmônica
- Michael Weiss - guitarra
- Richard Mazzotta - bateria
- Greg Jehanian - contra-baixo, vocal
- Brandon Beaver - guitarra

### Passados
- Christopher Kleinberg - guitarra
- Daniel Pishock - contra-baixo
- Ray Taddeo - contra-baixo

## Discografia

### Álbuns
- "[A→B] Life", 2002 (Tooth & Nail Records)
- "Catch for Us the Foxes", 2004 (Tooth & Nail Records)
- "Brother, Sister", 2006 (Tooth & Nail Records)

### EPs
- "Blood Enough For Us All EP", 2000 (self-released)
- "I Never Said That I Was Brave EP", 2001 (Kickstart Audio)

### Vinil
- "Norma Jean/mewithoutYou Split 7", 2002 (Solid State Records/Tooth & Nail Records)
- "Brother, Sister", 2007 (Burnt Toast Vinyl)
- "Nice & Blue pt. two", 2007 (Strange Addiction Records)
- "[A→B] Life", 2007 (Gilead Media)
- "Catch for Us the Foxes", 2007 (Gilead Media)

### Videoclipes
- "Bullet to Binary" de [A→B] dirigido por Shane Drake
- "January 1979" de Catch for Us the Foxes dirigido por Shane Drake
- "Disaster Tourism" de Catch for Us the Foxes directed por Casey McBride
- "Leaf" de Catch for Us the Foxes dirigido por Josh Bender (scrapped)
- "Paper Hanger" de Catch for Us the Foxes dirigifo por Lex Halaby
- "Nice and Blue, Pt. 2" de Brother, Sister dirigido por Shane Drake